# Caripeta piniata
Caripeta piniata, lanzadera de pino del norte, es una especie de polilla de la familia Geometridae. Se encuentra en América del Norte.
El número de MONA o Hodges para Caripeta piniata es 6864. Tiene una envergadura de 34  mm.